# RCN Koszęcin
RCN Koszęcin (Radiowe Centrum Nadawcze Lubliniec w Koszęcinie) – obiekt średniofalowy dużej mocy 1500 kW, znajdujący się w Koszęcinie i nadający na częstotliwości 1080 kHz. W 2014 roku maszt średniofalowy radiostacji został zniszczony.

## Parametry
- Wysokość posadowienia podpory anteny: 282 m n.p.m.

## Historia
Obiekt został uruchomiony w 1977 roku. Podstawą pracy są dwa nadajniki "Tesla", każdy o mocy nominalnej 750 kW, pracujące na układ sumujący umożliwiający pracę równoległą obu nadajników i moc wyjściową 1500 kW. Obiekt może nadawać maksymalnie z mocą 350 kW. Zasięg sygnału RCN Koszęcin na falach średnich pokrywał również znaczną część Europy. Sygnał docierał z bardzo dobrą jakością nawet do Francji. W 2014 roku maszt średniofalowy został zniszczony - na jego miejscu planowana jest budowa marketu. Do 22 maja 2019 z niższego masztu radiolinii nadawało Radio Maryja, które przeniosło się na komin ZE Elsen w Częstochowie